# 十七世神
十七世神（とおまりななよのかみ）是日本神話出现的一个神系。

## 概要
在《古事記》中出现的大国主神系譜，由名義不詳、事迹不明的诸神构成。十七世是指其世代数，但总数为十五位，为何为十七世尚不清楚。
《古事記》以外的文献如《出雲国風土記》中记载了八束水臣津野命，《粟鹿大明神元記》中记载了从須佐之男命到大国主神的系图。
天津日子根命的後裔三上氏、額田部氏、甲斐国造的系譜中，国忍富命、鳥鳴海命、鳥耳命、美呂浪宿禰、意美津奴彥命等神存在于十七世神中。

## 考証
《古事记》中记载的须佐之男命的系谱和大国主神的系谱，原本是一个连续的记事。包括大年神的系谱在内的三个系谱整体的构造问题，系谱和故事的内容有出入等疑点。
系谱中的诸神大多不见于其他文献，在《古事记》中也未提及其事迹，很难明确它们各自的关系和意义。

## 系譜
1. 八島士奴美神 - 建速須佐之男命与櫛名田比賣（足名椎之女）之子。
2. 布波能母遅久奴須奴神 - 八島士奴美与木花知流比賣（大山津見神之女）之子。
3. 深淵之水夜礼花神 - 布波能母遅久奴須奴与日河比賣（淤加美神之女）之子。
4. 淤美豆奴神 - 深淵之水夜礼花与天之都度閇知泥神之子。
5. 天之冬衣神（天之冬衣神又名天之葺根神[1]、须佐之男命之子。[2]其子清武豐彥命为日御崎神社神主家小野氏始祖[1]。） - 淤美豆奴与布帝耳神（布怒豆怒神之女）之子。
6. 大国主神（又名大穴牟遅神。有異母兄弟八十神） - 天之冬衣与刺国若比賣（刺国大神之女）之子。
7. 鳥鳴海神 - 大国主与鳥取神（八島牟遅能神之女）之子。
8. 国忍富神 - 鳥鳴海与日名照額田毘道男伊許知邇神之子
9. 速甕之多氣佐波夜遅奴美神 - 国忍富与葦那陀迦神之子
10. 甕主日子神 - 速甕之多氣佐波夜遅奴美与前玉比賣（天之甕主神之女）之子
11. 多比理岐志麻流美神 - 甕主日子与比那良志毘賣（淤加美神之女）之子
12. 美呂浪神 - 多比理岐志麻流美与活玉前玉比賣神（比比羅木之其花麻豆美神之女）之子
13. 布忍富鳥鳴海神 - 美呂浪与青沼馬沼押比賣（敷山主神之女）之子
14. 天日腹大科度美神 - 布忍富鳥鳴海与若尽女神之子
15. 遠津山岬多良斯神 - 天日腹大科度美与遠津待根神（天之狭霧神之女）之子

## 脚注
1. 1 2  近藤敏喬 1993.
2. ↑  日御崎神社社传

## 関連項目
- 出雲族
- 出雲大社
- 出雲国風土記